# Winfried Bölke
Winfried Bölke (ur. 25 maja 1941 w Genthin, zm. 26 stycznia 2021 w Dortmundzie) – niemiecki kolarz szosowy i torowy reprezentujący RFN, brązowy medalista szosowych mistrzostw świata.

## Kariera
Największy sukces w karierze osiągnął w 1963 roku, kiedy zdobył brązowy medal w wyścigu ze startu wspólnego amatorów podczas szosowych mistrzostw świata w Ronse. W zawodach tych wyprzedzili go jedynie Włoch Flaviano Vicentini oraz Francuz Francis Bazire. Był to jednak jedyny medal wywalczony przez Bölkego na międzynarodowej imprezie tej rangi. Ponadto wygrał między innymi Rund um Köln w 1963 roku, Tour de Picardie w 1964 roku oraz Grand Prix de Saint-Raphaël w 1969 roku. Czterokrotnie zdobywał mistrzostwo RFN na szosie (1962, 1963, 1965 i 1967), a w 1967 roku zwyciężył także na torze, wygrywając madisona. Dwukrotnie startował w Tour de France, ale ani razu nie ukończył tego wyścigu. Nigdy też nie wystąpił na igrzyskach olimpijskich. Jako zawodowiec startował w latach 1964–1973.